# بی‌انگیزگی
بی‌انگیزگی در روان‌شناسی به کمبود تمایل و انگیزه برای دنبال کردن کارهای هدفمند گفته می‌شود. این حالت بیشتر در بیماران مبتلا به روان‌گسیختگی و اختلالات اسکیزوفرنی فرم دیده می‌شود. بی‌انگیزگی یکی از چهار نشانه عمده منفی در روان گسیختگی است. نشانه‌های منفی دیگر فقر گفتار، ناتوانی در لذت بردن و خوی بی‌تفاوت هستند. بیماران روان گسیخته مبتلا به بی‌انگیزگی، درآغاز کردن یا به انجام رساندن کار ناتوانند. بر خلاف بیماران افسرده که کاهش انرژی و انگیزه در آن‌ها با خوی افسرده همراه است، بیشتر بیماران روان‌گسیخته دچار بی‌انگیزگی، خلق و خوی افسرده ندارند.
به عنوان نمونه‌هایی از بی‌انگیزگی در بیماران روان‌گسیخته می‌توان بی‌توجهی به بهداشت شخصی (موهای ژولیده، حمام نکردن)، مشکلات کاری (از دست دادن کار و ناتوانی در انجام وظایفی که باید انجام داده شوند)، مشکلات آموزشی (شرکت نکردن در کلاس درس و انجام ندادن تکالیف) و ناتوانی فیزیکی (نشستن روی صندلی برای مدت بسیار طولانی بدون آنکه کاری انجام گیرد) را نام برد.